# Barnard College
Barnard College er et fireårigt, privat college for kvindelige studenter i New York, USA. Det er formelt tilknyttet Columbia University, men har uafhængig campus, ledelse, budget og faglig udvikling. Det blev grundlagt i 1889. Fagområderne er musik, humaniora, teologi og socialvidenskabelige fag.
Barnard giver uddannelse i liberal artsdiscipliner på niveauet bachelor, og havde 2.350 studenter og 324 videnskabelig ansatte i 2006. 
Forretningskvinden Martha Stewart, musikeren Suzanne Vega og skuespilleren Cynthia Nixon studerede ved Barnard.
Fra 1997 til 1999 var Elie Wiesel gæsteprofessor i juridiske studier ved Barnard.